# Mike Stockalper
Mike Stockalper (* 16. Dezember 1958 in Chula Vista) ist ein ehemaliger US-amerikanisch-schweizerischer Basketballspieler.

## Laufbahn
Stockalper spielte in den Vereinigten Staaten an der Marian High School in Chula Vista und von 1977 bis 1981 für die Hochschulmannschaft der University of San Diego. Beim Abschluss seiner vier Jahre lag er mit 374 Korbvorlagen in der ewigen Bestenliste der Hochschulmannschaft auf dem zweiten Rang. In seiner letzten Saison in San Diego (1980/81) brachte es der 1,83 Meter große Aufbauspieler auf Mittelwerte von 10,6 Punkte und 3,9 Korbvorlagen je Begegnung.
Stockalper, der neben der US-amerikanischen auch die Schweizer Staatsbürgerschaft besitzt, spielte anschließend in der Nationalliga A in Vevey, Pully und Bellinzona. Mit Pully nahm er auch am Europapokal der Landesmeister teil. In Pully war zeitweilig sein Vetter Dan Stockalper sein Mannschaftskamerad.